# Propstei Illschwang
Die Propstei Illschwang war eine Propstei des Benediktinerordens in Illschwang bei Amberg in der Oberpfalz (Bistum Eichstätt).

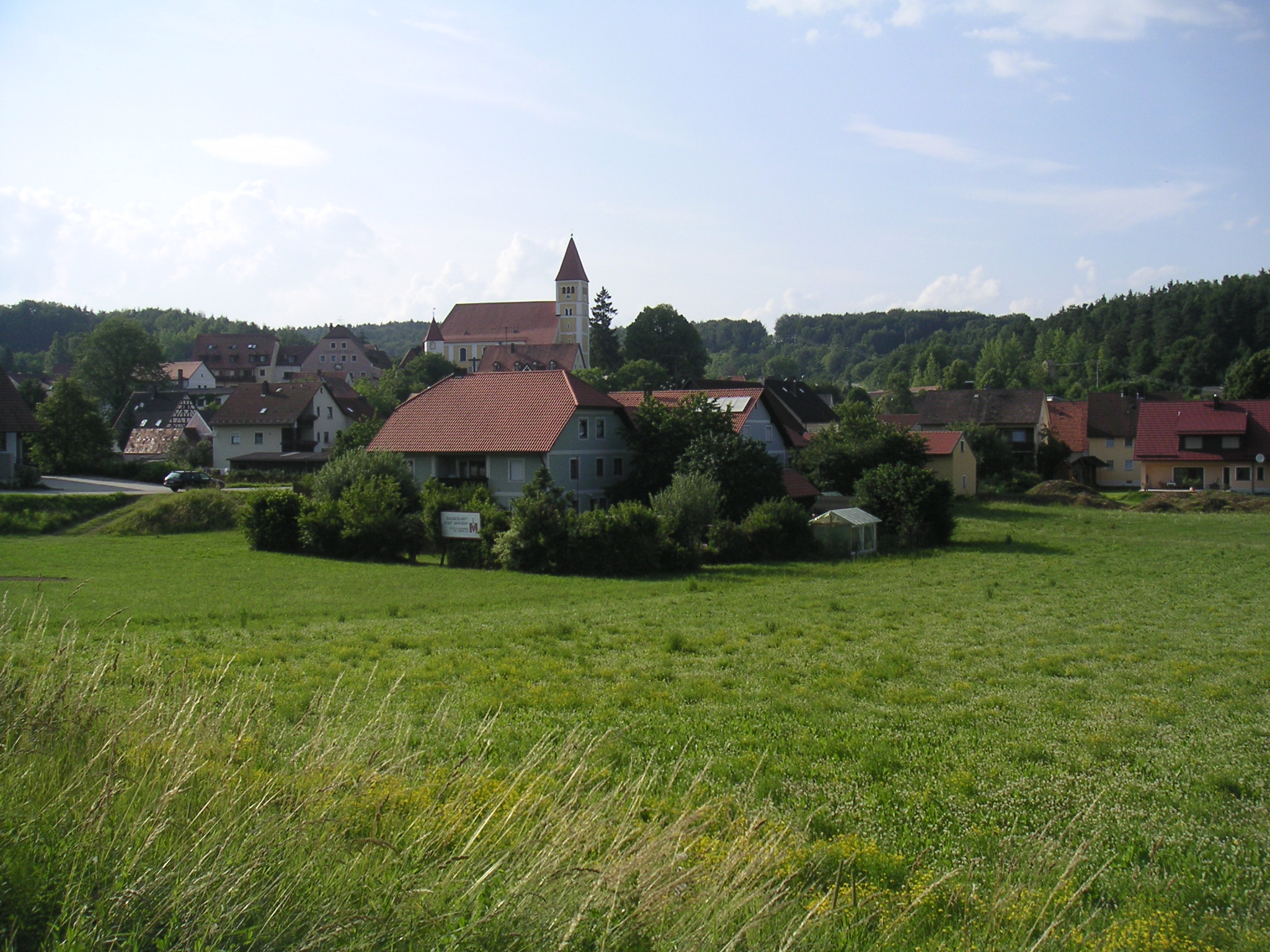
Illschwang mit der ab dem 12. Jahrhundert erbauten Propsteikirche St. Veit (heute Simultankirche)

## Geschichte
Illschwang gehörte in alter Zeit mit seinen Filialkirchen Frankenhof und Götzendorf zum Benediktinerkloster Kastl, das ab dem 14. Jahrhundert bis zur Reformation auch das Patronatsrecht über die Pfarrei Illschwang besaß; der Zehent der Pfarrei ging an den Abt von Kastl, später an die dortigen Jesuiten und ab 1773 an die dortigen Malteserordensritter. 
Im frühen 12. Jahrhundert stifteten Markgraf Diepold III. (Diebold/Theobald) auf dem Nordgau († 1146), Parteigänger von Kaiser Heinrich V., und seine Mutter Luitgard († 1119) das Benediktinerkloster zu Reichenbach am Regen als Hirsauer Reformkloster und berief Mönche aus Kastl dorthin. Baubeginn war 1118; um 1120 schenkte der Markgraf dieser seiner Neugründung das Dorf „Ilswank“ mit der Kirche und einem Streubesitz aus 13 umliegenden Ortschaften mit mehreren Höfen. 1135 schenkte Diepold weitere Güter aus dem Gebiet von Illschwang, dem „Hewbisch/Heubisch“, sowie das Privileg der freien Vogtwahl dem Kloster. Die Vogtei, die niedere Gerichtsbarkeit, verpfändete das Kloster wohl bis in das 14. Jahrhundert hinein an Adelsfamilien der Gegend; diese Adelige saßen dann jeweils als Vögte zu Gericht in Illschwang. Im 14. Jahrhundert erwarb das Kloster das Vogtrecht zurück.
Wann die Propstei als solche errichtet wurde, also das Kloster Reichenbach eigens einen Propst als weltlichen Beamten zur Verwaltung seiner Hofmark (ab 1377) und als Richter (für die niedere Gerichtsbarkeit; die höhere lag beim Landrichteramt Sulzbach) nach Illschwang setzte und für ihn am Fuße des Kirchbergs ein Propsteihaus, das spätere „Schloss“ errichtete, ist nicht überliefert; eine erste Erwähnung der Propstei stammt von 1402. Über Jahrhunderte hindurch sollte die einträgliche Propstei einen Streitfall für die Territorialherrschaften Amberg und Sulzbach bilden. Für 1468 ist erstmals ein Propst namentlich überliefert, nämlich Hanns Raßner; die ununterbrochene Reihe der Illschwanger Propsteirichter geht dann bis 1803, als die Säkularisation  dem Kloster zum zweiten Mal die Auflösung brachte; die erste hatte die Reformation mit sich gebracht. 1669 wurde das Kloster wieder von Benediktinern besiedelt, die weiterhin den Illschwanger Propsteibezirk, das „Heubisch“, von weltlichen Pröpsten verwalten ließ. Als es später zu Unstimmigkeiten mit ihnen kam, bestimmte das Kloster eigene Konventuale zu Propsteiverwaltern, die gleichzeitig als Pfarrvikare fungierten. Der letzte war seit 1788 Pater Edmund Dorfner (* 26. Oktober 1761), später  Direktor der Wallfahrtskirche Maria Hilf bei Amberg und schließlich Spiritual des Frauenklosters Heilig Kreuz zu Regensburg, wo er am 5. September 1837 starb. 1798 wurde unter ihm letztmals das Ehehaftrecht im Illschwanger Schloss abgehalten. Zusammen mit dem Kloster Reichenbach wurde die Propstei 1803 säkularisiert, die Propstei-Untertanen waren damit zu königlichen Untertanen des Landgerichts Sulzbach geworden. Das gegen Ende des 18. Jahrhunderts renovierte Propsteischloss ist seit der Säkularisation katholischer Pfarrhof.

## Religiöse Verhältnisse
1503 war bei der Bildung der Jungpfalz Illschwang an diese gefallen. 1543 war unter Pfalzgraf Ottheinrich in der Hofmark Reichenbach und damit auch in Illschwang die neue Kirchenordnung eingeführt und 1556 offiziell der katholische Ritus in der Oberpfalz abgeschafft worden; auch das Kloster Reichenbach war davon betroffen und wurde aufgelöst. Sulzbach war nun für die religiösen Angelegenheiten Illschwangs zuständig. Die Reichenbachsche Propsteistiftung ging an die kurfürstliche Hofkammer in Amberg über. 
1627 wurde der katholische Glaube durch Pfalz-Neuburg wieder eingeführt; Missionen hierzu hielten die Jesuiten und die Franziskaner. Der Illschwanger evangelische Geistliche wurde am 22. September 1627 abgesetzt; Nachfolger wurde ein Jesuit aus Amberg. Im Zuge des Westfälischen Friedens von 1648 wurde Illschwang im April 1649 gemäß der Religionszugehörigkeit von 1624, dem sogenannten Normaljahr, gegen von Kurfürsten Maximilian I., der angesichts eines erneut drohenden schwedischen Einfalls schließlich nachgab, wieder evangelisch. 1652 wurde gemäß dem „Kölner Vertrag“ zwischen Pfalz-Neuburg und Sulzbach in den Sulzbacher Gebieten das Simultaneum eingeführt; in Illschwang begann das Simultaneum am 13. Dezember 1653 mit der Einsetzung eines Jesuiten als Pfarrer. Die Propsteikirche Sankt Veit wurde Simultankirche, wobei die katholische Seite für sich den Alleinbesitz reklamierte und den Protestanten nur ein Benützungsrecht zugestand. Die Kirche wurde 1700/02 vom seit 1661 wiedererstandenen, seit 1695 wieder selbständigen Kloster Reichenbach nach Plänen von Wolfgang Dientzenhofer erweitert. Das Simultaneum führte immer wieder zu konfessionellen Auseinandersetzungen, denn das Reichenbachsche Propsteiamt hatte 1653 die Halbierung des Kirchenvermögens verhindert. Die seit 1670 ansteigende Katholikenzahl Illschwangs nahm bis 1880 stark zu. Nachdem über Jahrzehnte hin Versuche scheiterten, das Simultaneum auf dem Verhandlungswege aufzulösen, wurde 1957 eine Simultankirchenverwaltung gebildet. 